# Спасский собор (Киров)
Спасский собор (собор Спаса Нерукотворного Образа) — православный храм в Кирове (Вятке), заложенный в 1763 году. Расположен в историческом центре города, на пересечении улиц Спасской и Казанской, вблизи Трифонова монастыря и набережной Вятки.
Выполнен в стиле раннего классицизма с небольшим влиянием барокко. Собор начал эпоху классицизма Вятской губернии. Строился на месте старого Спасского храма в течение 55 лет, с 1763 по 1818 годы. В 1929 году собор закрывается, и теряет свой исторический облик до девяностых годов.
В настоящее время практически полностью восстановлен. Расположен в центре города, по адресу ул. Казанская, 50.

## История

### Старый Хлынов
История собора начинается задолго до строительства каменного здания в 1763 году, в Хлынове со своей старой, естественно сложившейся планировкой. В 1552 году за кремлёвским рвом, на торгу, была построена деревянная студёная церковь во имя Живоначальной Троицы.

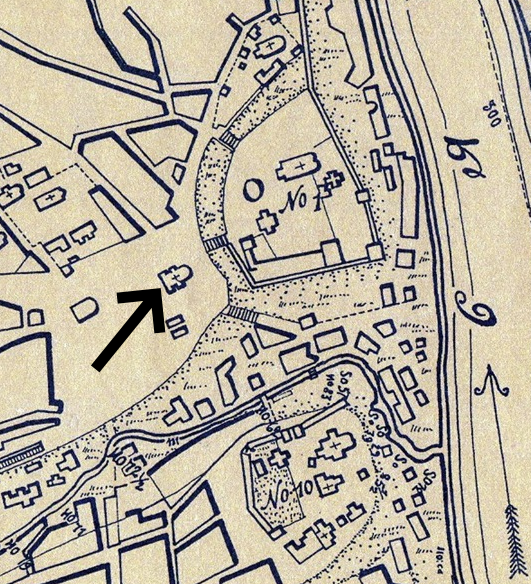
Старый Спасский собор на плане Хлынова 1759 года

Она пострадала из-за пожара 1613 года и была снесена. В 1615 на её месте была заложена новая деревянная церковь. В неё были перенесены иконы из старого здания, по преданиям прославившиеся чудесами. В частности — святой образ Спасителя.
Так, по легенде вдова Акулина Пушкарёва вновь обрела способность ходить. А ослепший житель Хлынова Пётр Палкин, придя 12 июля 1645 года в Троицкую церковь, после усердной молитвы вновь обрёл зрение. Чудо исцеления произошло в день восшествия на престол Алексея Михайловича Романова. Царь воспринял его как благое знамение, и, пожелав лично помолиться перед иконой, приказал перенести её в Москву.
14 января 1647 года вятская икона чудотворного Спаса была встречена в столице. Царь Алексей Михайлович лично понёс икону через Фроловские ворота в Кремль и поставил её в Успенском соборе. С тех пор главная башня московского кремля называется Спасской. Для хранения вятской иконы в Москве был построен Новоспасский монастырь. По приказу царя была создана точная копия Спаса. Её богато украсили, освятили и отправили с крестным ходом в Хлынов, куда она прибыла 17 декабря 1648 года.
В 1661 году был установлен Спасский низовой крестный ход с иконой Спаса по сёлам Вятской губернии. Он проходил из Троицкой церкви, а затем и Спасского собора каждые два года, до упразднения в 1929.

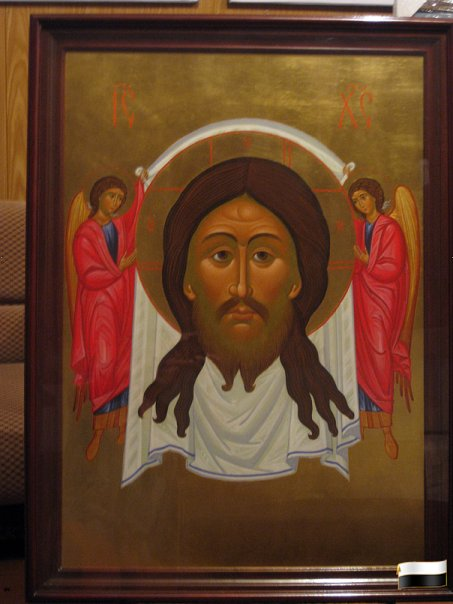
Спас Нерукотворный в Спасском соборе Вятки, 2010

Вторая деревянная Троицкая церковь, где хранилась икона, сгорела в 1679 году. Образ спасли и перенесли во Всесвятскую церковь. На месте сгоревшего здания был построен деревянный холодный Спасский храм. Он сильно пострадал в Городском пожаре мая 1752 года. Остался лишь тёплый Екатерининский придел, в котором долгое время не служили.

### Современный собор
В июне 1761 года консистория по прошению иерея Спасского собора разрешила построить вновь каменный двухэтажный собор. Кирпичная кладка современного здания началась в 1763 году. Строительство было завершено спустя 6 лет, в 1769 году. Начались отделочные работы.
28 июля 1770 года в Спасском соборе был освящён в нижнем этаже правый Екатерининский придел, в нём начались первые службы. 18 августа 1781 года было дано разрешение на перенос в новый собор иконостаса. В 1804 получено разрешение на отлив двух колоколов. С 8 июля 1783 года по июнь 1818 года постепенно доделывались и освещались все шесть приделов алтарей.
13 августа 1784 года Екатериной II был утверждён регулярный план Хлынова. Так строящийся Спасский собор начал отныне находиться не на краю торговой площади, а ровно на улице Казанской. История сложилась так, что собор начали строить в Хлынове с лучевой планировкой, а закончили уже в Вятке, с квартальной.

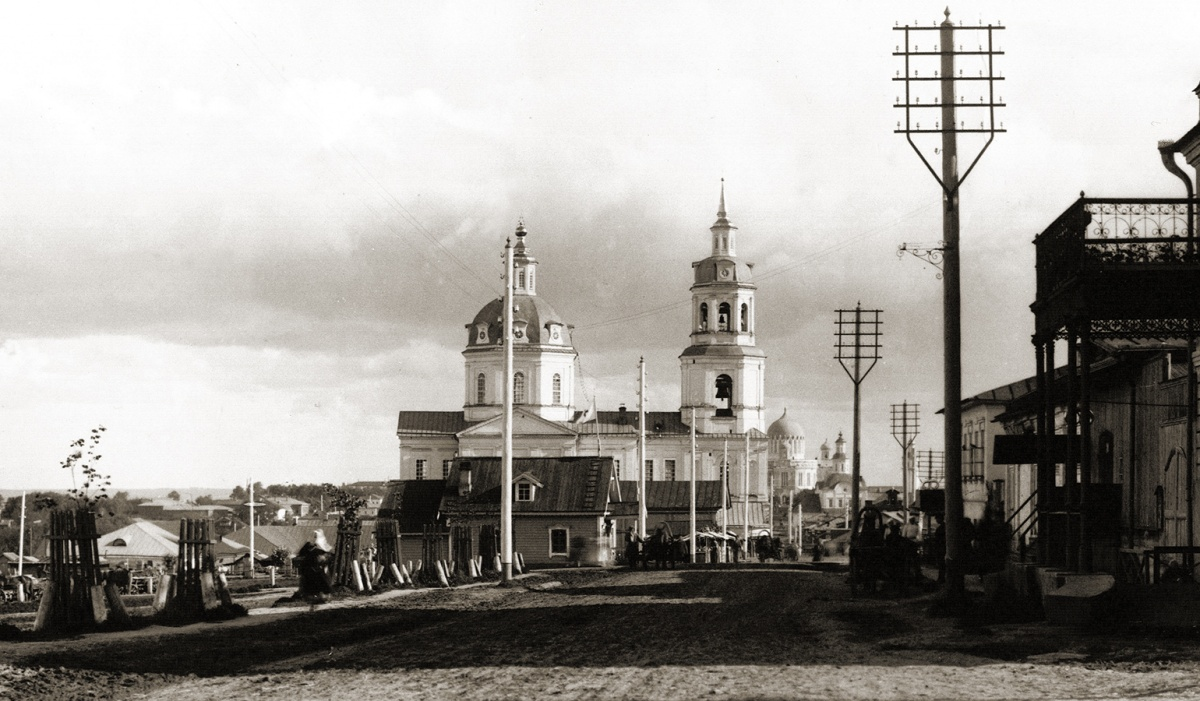
Спасский собор в Вятке, 1910-е года

Внутренняя отделка нового храма полностью завершилась лишь к 1818 году. Таким образом строительство длилось 55 лет. Высота колокольни достигла 53 метров. В храме было два этажа и шесть престолов.
Спустя 100 лет, к 1915 году Спасский собор представлял собой величественное сооружение в духе раннего классицизма. В плане это равноконечный греческий крест, удлиненный с запада небольшой трапезной и папертью. Высота храма 22, длина 15.5, ширина 13 сажень (по современным меркам длина −32 метра, высота — 47 метров).
Собор находился на юге большой Соборной площади, граничащей на севере с Александровским садом, а на западе и востоке с улицей Казанской и ансамблем Вятского кремля, в том числе с Троицким собором. К югу от храма, дальше по Казанской улице, находилась Стефановская церковь и возвышался Александро-Невский собор, построенный к 1864 году.

### После большевистского переворота
Икона Спаса Нерукотворного в Москве, хранившаяся там почти 300 лет, в результате событий 1917 года бесследно исчезает. Исчезает также и икона в Вятке.
После большевистского переворота в Петрограде и установления советской власти в Вятке, судьба храма сложилась трагично. При обследовании церквей Вятки в 1924 году было установлено, что Спасский собор можно приспособить под жильё, или иные культурные учреждения. Таким образом здание оказалось не разрушено.
4 июля 1929 года собор закрывается, а в феврале 1930 его здание передаётся Педагогическому институту на перестройку под общежитие для студентов. Летом того же года сносятся колокольня и купол собора. Двухэтажный храм перестраивается на четыре этажа и разделяется на комнаты. По описи 31 декабря здание используется как общежитие пединститута.
В 1969 году здание Спасского собора передано институту «Росоргтехстром». В целом во второй половине XX века здание приходит в страшный упадок, лишь отдалённо напоминая изначальное сооружение.

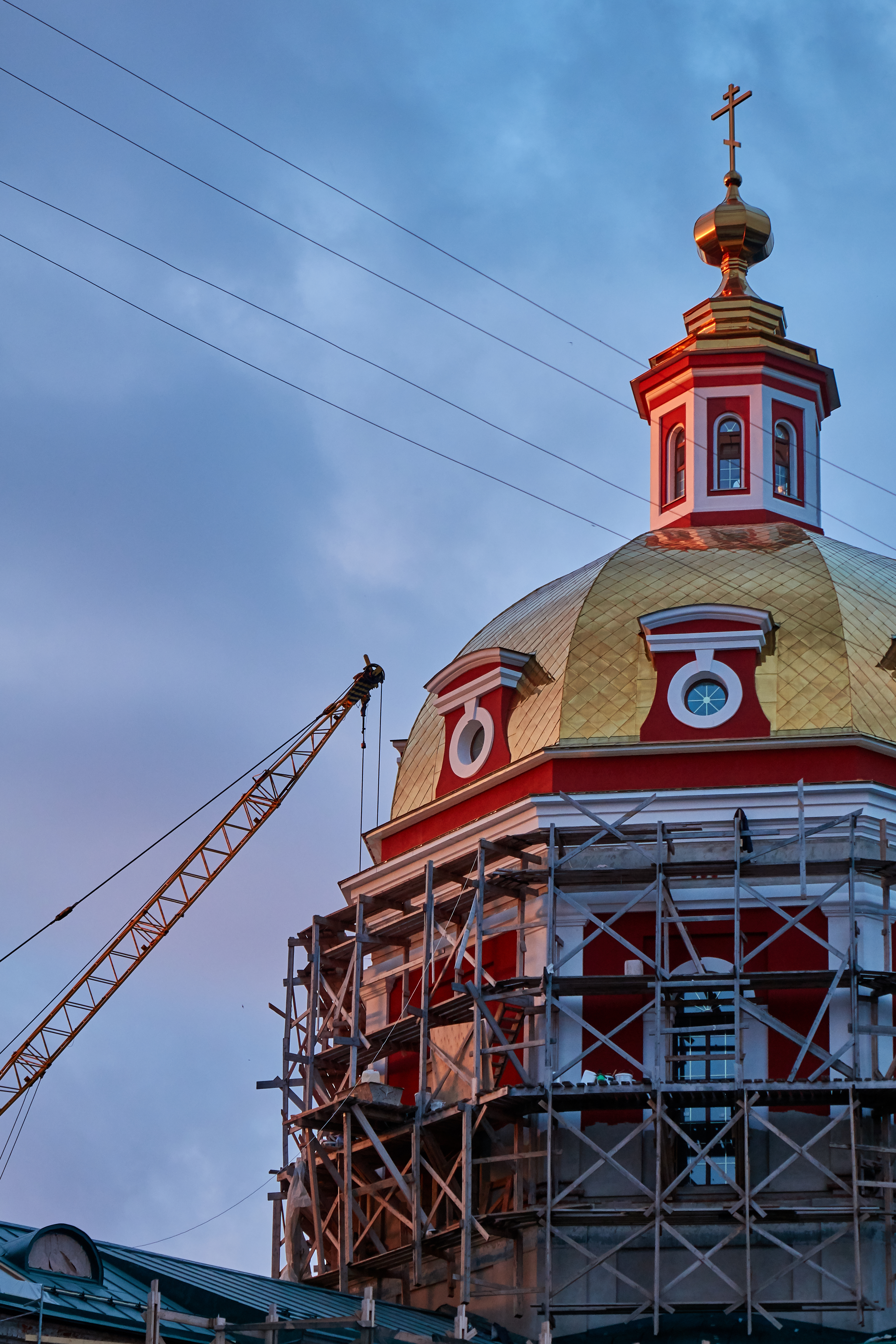
Спасский собор во время реконструкции

### Реконструкция
3 октября 1994 года решением вятского губернатора здание Спасского собора передано Вятской Епархии. 19 мая 1995 года Спасский собор передан на баланс церковной общины прихода Спасского собора. Начались восстановительные работы с целью возвращения храму прежнего облика.
С января 1996 года проектная организация начала работы по составлению проектной документации. К 30 апреля 1999 года был восстановлен и освящён придел святой великомученицы Екатерины. В 2000 году исполняется 2000 лет со дня рождения Иисуса Христа, в связи с чем президент РФ подписывает указ о восстановлении всех храмов, носящих имя Спасителя. К ним относится и Спасский собор.
В 2010 году из Москвы привезена копия иконы Спаса Нерукотворного, выполненная вятским художником Сергеем Кубасовым.
В 2015 году создаётся фонд «Восстановление Спасского собора», позволивший объединить общие усилия и дать каждому желающему возможность оказать посильную помощь в восстановлении храма.
К 2023 году внешний облик Спасского собора полностью восстановлен.

## Современность

### Внешний вид

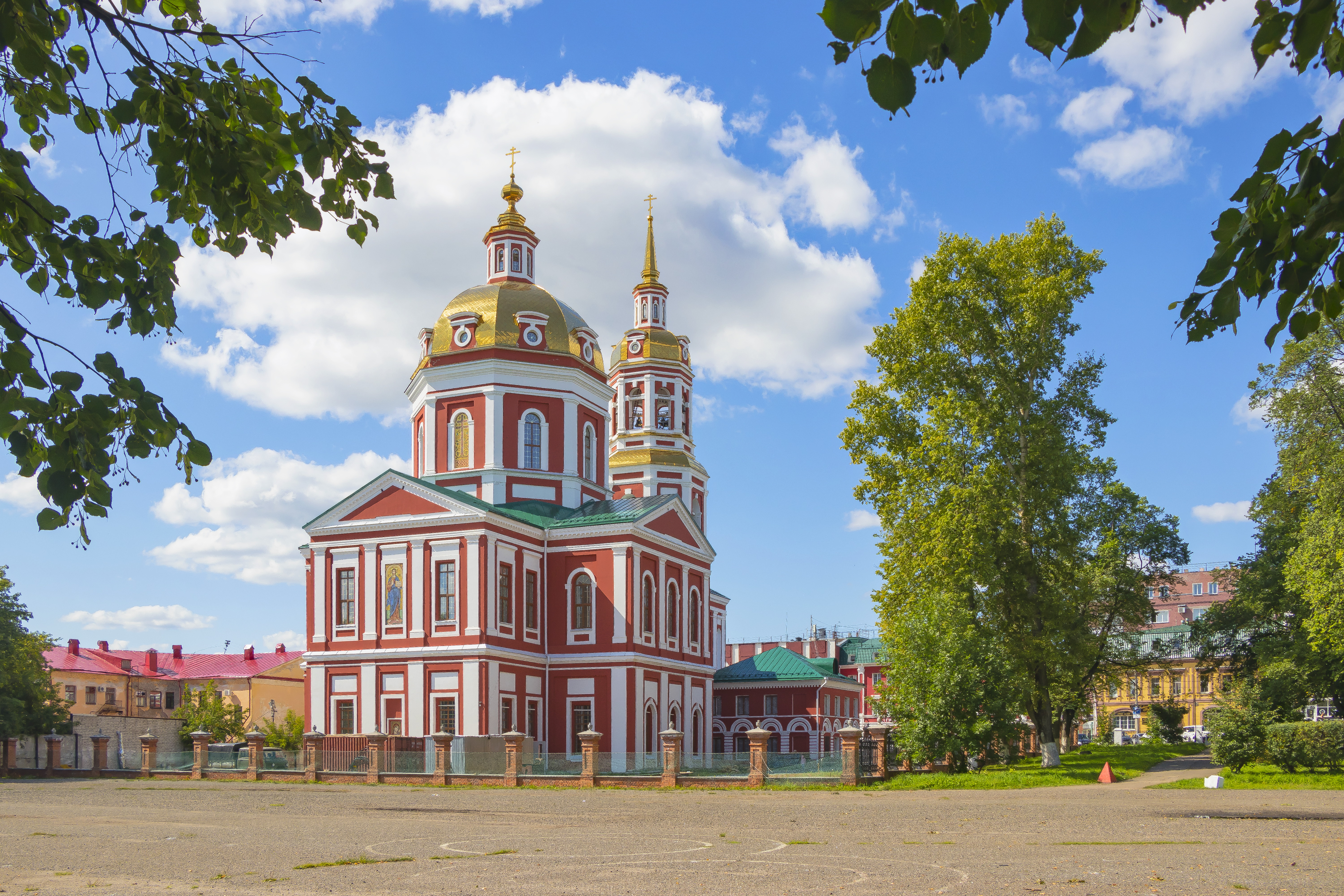
Текущее состояние Спасского собора.

Импозантный двухэтажный собор имеет в плане форму креста. Площадь средокрестия, значительно превышающего примыкающие к нему боковые помещения, венчал широкий восьмигранник и световой барабанчик с изящной главкой на высоком лотковом куполе. Тенденция к центричности, ясно намеченная в объёмно-пространственном решении здания, нарушена удлинением западного рукава в результате пристройки трапезной и колокольни над папертью, что ставит постройку в ряд традиционных трёхчастных храмов, решённых «кораблём».
В архитектурном оформлении фасадов, выполненных в духе раннего классицизма, ещё много черт уходящего барокко: восьмигранные объёмы завершений, заглубление окон (расположение их в нишах), активное членение плоскости стен пилястрами и филёнками. Торцы рукавов креста, завершённые треугольными фронтонами, оформлены в виде пилястровых портиков строгого тосканского ордера.

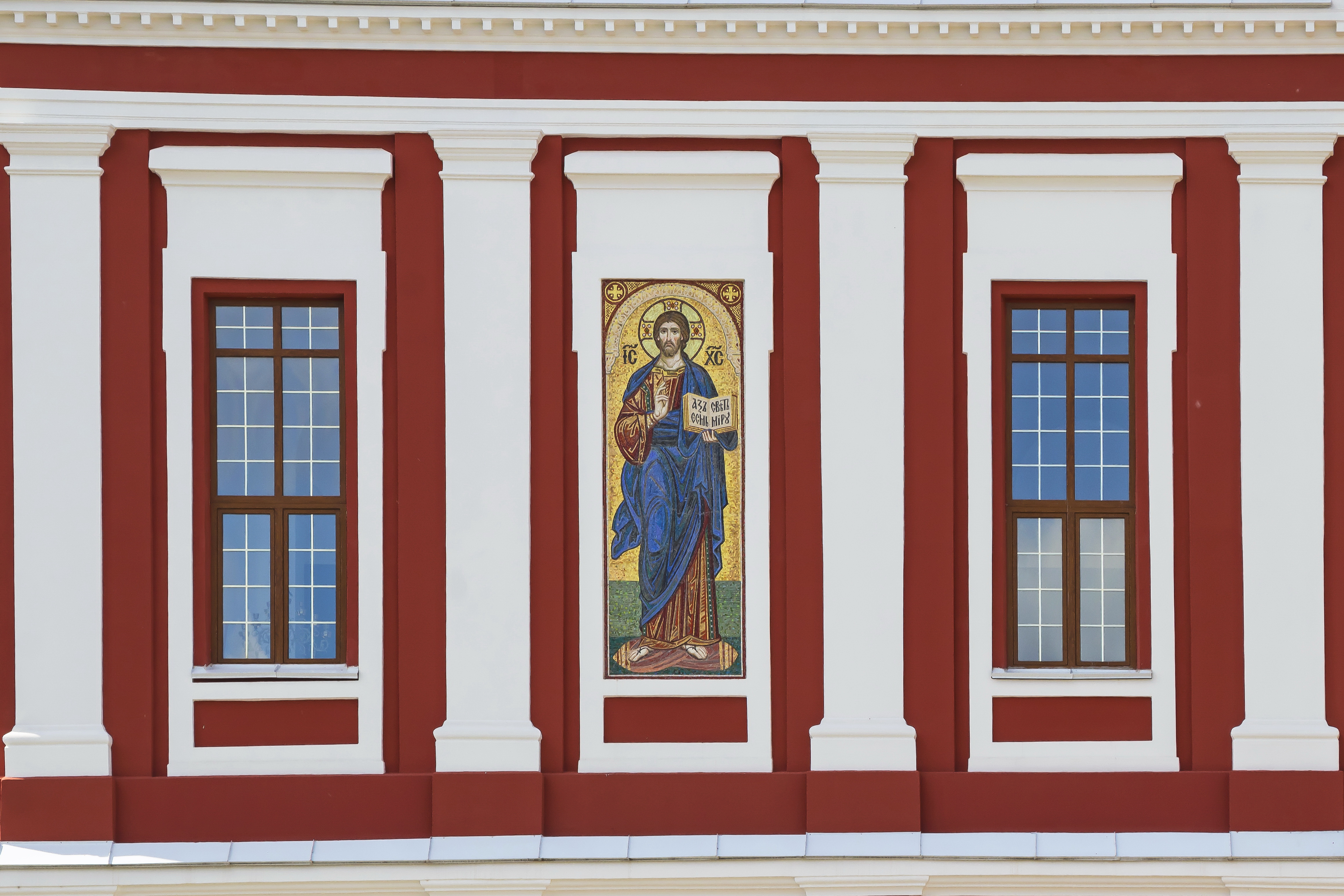
Фрагмент архитектуры Спасского собора.

Междуэтажный карниз членит здание по горизонтали в соответствии с внутренней организацией пространства. Высокие арочные окна, акцентированные по первому этажу замковыми камнями, ритмично прорезают стены фасадов. Но в декоративном оформлении уже нет пластичных и живописных деталей, присущих стилистике барокко, простые профили карнизов и оконных обрамлений, филёнки над окнами первого этажа и прямоугольные ниши под окнами второго, строгий ритм пилястр, слегка раскреповывающих карнизы, — всё строго и лаконично.

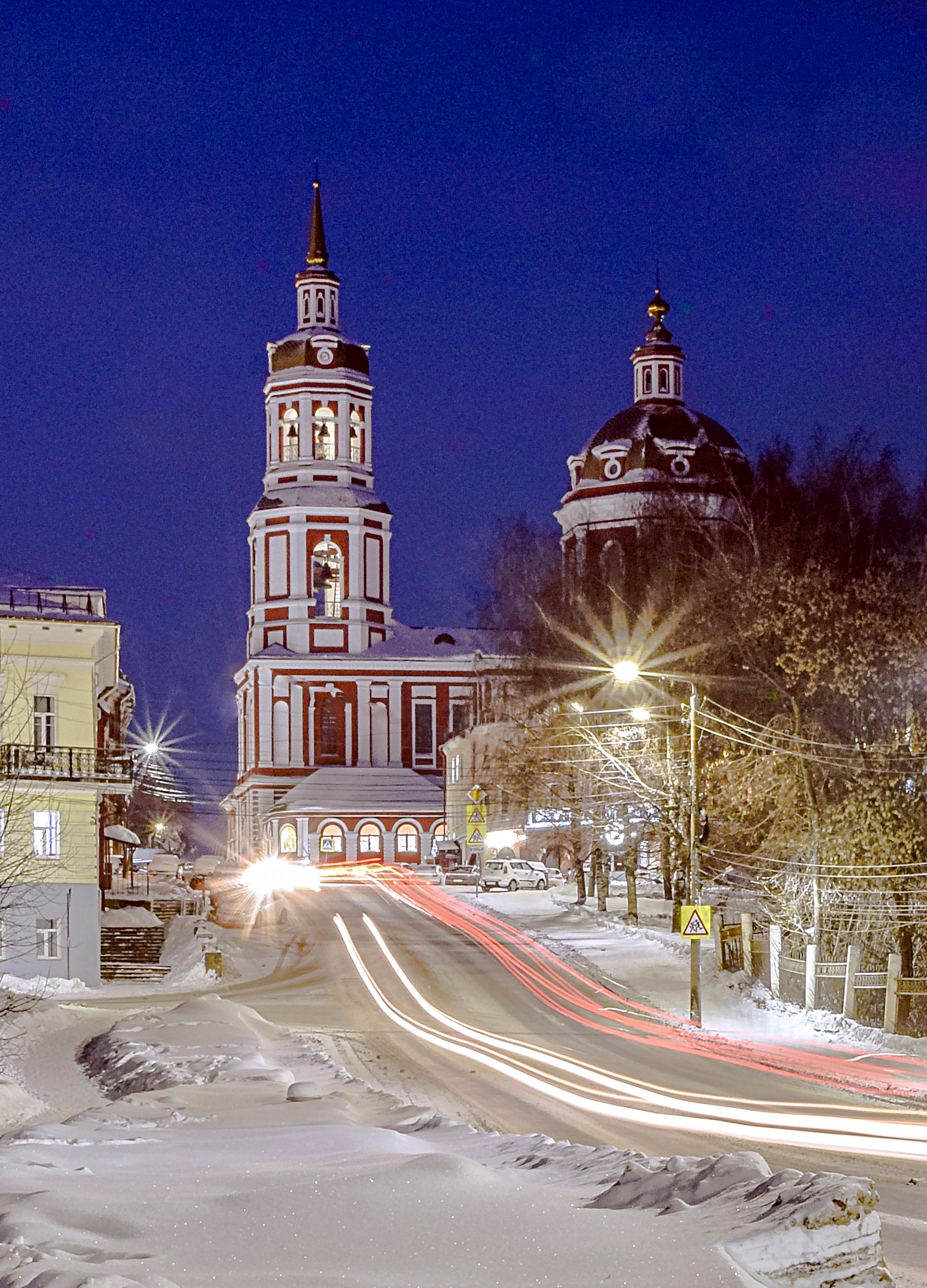
Спасский собор. Вид с ул. Казанской.

Более богаты по своей пластике нижние ярусы колокольни. Эффектно оформлена рустом арка входа с замковым камнем над ней. Пилястры, фланкирующие арку, наложены на крупный руст. По центру фасадов второго яруса колокольни расположены окна в арочных нишах, вписанных ещё в одну нишу — прямоугольную.

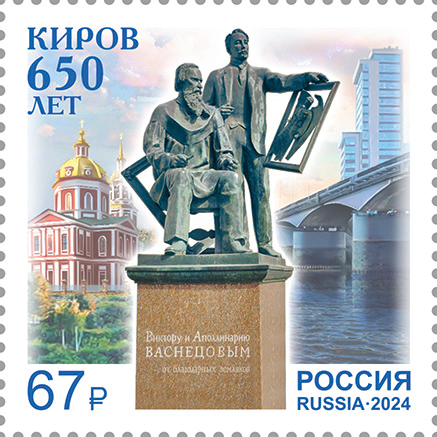
Марка Почты России, 2024 год.

### Святыни
В 2013—2014 годах Спасский собор был благоукрашен иконами с частицами мощей — святой Марии Магдалины, святой блаженной Матроны Московской, святого Луки Крымского Войно-Ясенецкого, святого праведного Феодора Ушакова. Все эти иконы по благословению митрополита Вятского и Слободского Марка были написаны специально для Спасского собора, чтобы прихожане храма могли обратиться с молитвами к святым заступникам.
- Икона Спаса Нерукотворного
- Икона с частицей мощей святителя Луки Крымского
- Икона святой блаженной старицы Матроны Московской с частицей мощей
- Икона с частицей мощей святой равноапостольной Марии Магдалины
- Икона праведного Феодора Ушакова с частицей мощей святого
  - Икона святой праведной Анны

### Деятельность
При храме действуют:
- Духовно-просветительский центр
- Богословские курсы
- Братство святителя Николая
- Отдел по взаимодействию с казачеством
- Церковная лавка
- Библиотека